# 이문진
이문진(李文眞, ?~?)은 고구려의 학자이다.

## 생애
고구려에서 교육을 담당하던 태학박사(太學博士)의 관직을 지냈으며, 600년에 고구려 영양왕의 명에 따라서 고구려의 역사서인 《유기》(留記) 100권을 간추린 《신집》(新集) 5권을 편찬하였다.